# جيما سبوفورث
جيما ماري سبوفورث (مواليد 17 نوفمبر 1987) هي سباحة منافسات إنجليزية سابقة مثلت بريطانيا العظمى في الألعاب الأولمبية وبطولات العالم للاتحاد الدولي للسباحة وبطولات أوروبا، ومثلت إنجلترا في ألعاب الكومنولث. سبوفورث هي حاملة الرقم القياسي العالمي السابقة وبطلة العالم السابقة في سباق 100 متر ظهر، وفازت بما مجموعه ثماني ميداليات في البطولات الدولية الكبرى.
ولدت سبوفورث في شوريهام، إنجلترا.
مثلت سبوفورث الألعاب الأولمبية الصيفية 2008 في بكين، الصين، وحلت في المركز الرابع في سباق 100 متر ظهر، بفارق أربعة أجزاء من المئة من الثانية (0.04) عن الحائزة على الميدالية البرونزية مارغريت هولزر. كما جاءت في المركز التاسع في سباق 200 متر ظهر.
في بطولة العالم للألعاب المائية 2009 في روما، حصلت على الميدالية الذهبية في سباق 100 متر ظهر، بزمن قياسي عالمي قدره 58.12 ثانية. حطمت سبوفورث الرقم القياسي العالمي لسباق 100 متر ظهر في طريقها للفوز بأول لقب عالمي لها في روما، حيث محى زمنها البالغ 58.12 الرقم القياسي السابق لحاملة الرقم أناستازيا فيسيكوفا البالغ 58.48 والذي سجلته في نصف نهائي الحدث.
قبلت سبوفورث منحة رياضية للدراسة في جامعة فلوريدا في غينزفيل، فلوريدا، حيث سبحت لصالح فريق فلوريدا غيتورز للسباحة والغطس تحت إشراف المدرب غريغ تروي في منافسات الرابطة الوطنية لرياضة الجامعات (NCAA) والمؤتمر الجنوبي الشرقي]] (SEC) من عام 2007 إلى عام 2010. خلال مواسمها الأربعة في السباحة الجامعية الأمريكية، فازت بسبع بطولات وطنية NCAA، بما في ذلك ثلاثة ألقاب في سباق 100 ياردة ظهر (2008، 2009، 2010)، وثلاثة في سباق 200 ياردة ظهر (2007، 2008، 2009)، وواحد في سباق 200 ياردة تتابع حر (2010)، وكانت مساهمة رئيسية في فوز فريق غيتورز ببطولة NCAA الوطنية للفرق في عام 2010. حصلت على إحدى عشرة تكريمات أول-أميركان وأربعة اختيارات لفريق المؤتمر الجنوبي الشرقي (SEC)، وكانت بطلة SEC مرتين، وسجلت رقمين قياسيين في SEC.
كانت عضوًا في فريق بريطانيا العظمى الأولمبي لعام 2012، وتنافست في سباق 100 متر ظهر في الألعاب الأولمبية الصيفية 2012 في لندن، حيث حققت المركز الخامس بزمن قدره 59.20 ثانية. بعد أولمبياد 2012، أعلنت سبوفورث اعتزالها السباحة التنافسية.

## أفضل الأرقام الشخصية والسجلات المحتفظ بها
| الحدث                       | الحوض الطويل | الحوض القصير |
| --------------------------- | ------------ | ------------ |
| 50 م ظهر                    | 27.92        | 28.63        |
| 100 م ظهر                   | 58.12        | 57.17        |
| 200 م ظهر                   | 2:06.66      | 2:04.95      |
| مفتاح CR:كومنولث NR:بريطاني |              |              |

## وصلات خارجية
- جيما سبوفورث – ملف تعريف السباحة البريطانية على Swimming.org
- جيما سبوفورث – ملف تعريف رياضي فريق بريطانيا العظمى الأولمبي على TeamGB.com
- جيما سبوفورث – ملف تعريف رياضي جامعة فلوريدا على GatorZone.com